# 農業機械化促進法
農業機械化促進法（のうぎょうきかいかそくしんほう、昭和28年8月27日法律第252号）は、農業機械化促進等に関する日本の法律である。
2018年（平成30年）4月1日から廃止された。

## 概要
第193回国会において、農業機械化促進法を廃止する等の法律（平成29年4月21日法律第19号）が成立し、2018年（平成30年）4月1日から廃止された。

## 構成
廃止時点のもの
- 第1章 総則（第1条―第5条）
- 第2章 高性能農業機械等の試験研究、実用化の促進及び導入（第5条の2―第5条の8）
- 第3章 農機具の検査（第6条―第15条）
- 第4章 研究機構の農機具の改良に関する試験研究等の業務（第16条）
- 第5章 罰則（第17条―第19条）
- 附則

## 資格
- 農業機械士